# Félix Colón de Larriátegui (obraz Francisca Goi)
Félix Colón de Larriátegui – obraz olejny hiszpańskiego malarza Francisca Goi. Portret przedstawiający wojskowego Félixa Colóna de Larriátegui znajduje się w kolekcji Indianapolis Museum of Art.

## Okoliczności powstania
Lata 90. XVIII wieku były dla Goi okresem transformacji stylistycznej i intensywnej aktywności malarskiej. Obraz powstał ok. 1794 roku, zaledwie dwa lata po ataku ciężkiej choroby, w wyniku której Goya prawie rok walczył ze śmiercią, paraliżem i ślepotą. Doszedł do zdrowia tylko częściowo, pozostał jednak głuchy do końca życia. Szybko wrócił do pracy, mimo że nadal odczuwał następstwa choroby. Starał się przekonać kręgi artystyczne, że choroba nie osłabiła jego zdolności malarskich, gdyż plotki o jego ułomności mogły poważnie zaszkodzić dalszej karierze. Zaczął pracować nad obrazami gabinetowymi niewielkich rozmiarów, które nie nadwerężały jego fizycznej kondycji. Choroba przerwała także jego cieszącą się powodzeniem pracę portrecisty, do której powrócił z zaostrzonym zmysłem obserwacji, być może spotęgowanym przez utratę słuchu. Goya malował członków rodziny królewskiej, arystokracji, burżuazji, duchownych, polityków, bankierów, wojskowych oraz ludzi związanych z kulturą. Często portretował też swoich przyjaciół z kręgu liberałów i ilustrados.

## Opis obrazu
Félix Colón de Larreátegui pochodził z baskijskiej rodziny szlacheckiej. Był drugim synem Pedra Colóna de Larriátegui i potomkiem Krzysztofa Kolumba. Podobnie jak wielu młodych szlachciców niebędących dziedzicami, poświęcił się karierze wojskowej. Osiągnął stopień marszałka polnego, a od 1815 roku był członkiem Najwyższej Rady Wojennej. Zajmował ważne stanowiska sądowe i był autorem siedmiotomowego dzieła Juzgados Militares de España (Sądy wojskowe Hiszpanii) wydanego w 1788 roku. W 1794 roku otrzymał Order Zakonu Santiago, prawdopodobnie z tej okazji zamówił u Goi swój portret.
Goya przedstawił go w półpostaci, na ciemnym, jednolitym tle. Siedzi przy biurku przykrytym zieloną tkaniną, na którym stoją tomy jego dzieła o sądach wojskowych, jeden z nich jest otwarty na stronie tytułowej. Obok na kartce widnieje data 1794. W prawej ręce trzyma pióro i patrzy na widza, wydaje się, że właśnie przerwano mu pracę. Lewa ręka jest oparta o biodro w typowej dla portretów Goi pozie. Ma na sobie niebieski kaftan ze srebrnymi galonami oraz czarne spodnie. Na piersi nosi Order Zakonu Santiago, a na kaftanie jest wyhaftowany krzyż zakonu. Szkarłatne akcenty ożywiają mundur, miejscami prześwituje też czerwonawy podkład. Malarz zastosował niski punkt widzenia, który w połączeniu z ciemnymi barwami uwydatnia przedstawioną postać. Światło pochodzące z lewej strony skupia się na twarzy modela o szerokim czole, lekko uchylonych ustach, i inteligentnych, ciemnych oczach o uważnym, penetrującym spojrzeniu. Goya zastosował szybkie i precyzyjne pociągnięcia pędzlem, czego efekt widoczny jest na krześle, haftach czy oprawach książek. Twarz i ręka są oddane szczegółowo.
Według José Camóna Aznara Goya inspirował się portretem Gregoria Mayánsa y Siscara przypisywanym Louisowi-Michelowi van Loo. Jednak Juan J. Luna uważa, że portret francuskiego malarza jest w porównaniu do dzieła Goi zbyt dynamiczny, a malarz inspirował się raczej angielskim portretem znanym mu z rycin.

## Proweniencja
Obraz należał do różnych kolekcji prywatnych i galerii: hrabiego de Robres w Saragossie, barona de Sangarren w Saragossie, Ricarda Traumanna w Madrycie, José de Santamaría w Paryżu, Galerii Sedelmeyer w Paryżu, Wildenstein Galleries w Nowym Jorku i Josiah K. Lilly Jr. w Indianapolis. Dzięki darowiźnie od Krannert Charitable Trust portret stał się częścią kolekcji Indianapolis Museum of Art w 1975 roku.